# Lieja-Bastoña-Lieja 1928
La Lieja-Bastogne-Lieja 1928 fue la 18.ª edición de la clásica ciclista Lieja-Bastoña-Lieja. La carrera se disputó el domingo 13 de mayo de 1928, sobre un recorrido de 231 km. El vencedor final fue el belga Ernest Mottard, que se impuso en solitario con doce minutos de ventaja sobre un pequeño grupo perseguidor. Sus compatriotas Maurice Raes y Emile Van Belle, que fueron segundo y tercero respectivamente. 

## Clasificación final
| Posición | Ciclista            | Equipo | Tiempo   |
| -------- | ------------------- | ------ | -------- |
| 1        | Ernest Mottard      | -      | 7h17'00" |
| 2        | Maurice Raes        | -      | a 12'00" |
| 3        | Emile Van Belle     | -      | s.t.     |
| 4        | Auguste Van Haelter | -      | s.t.     |
| 5        | Jean Wauters        | -      | s.t.     |
| 6        | Albert Herman       | -      | a 17'00" |
| 7        | Georges Lemaire     | -      | s.t.     |
| 8        | Pierre Van Mol      | -      | s.t.     |
| 9        | Troka Braems        | -      | s.t.     |
| 10       | Alfred Sira         | -      | s.t.     |